# 에이브러햄 링컨의 시
에이브러햄 링컨의 시는 링컨의 정신 세계를 엿볼 수 있는 흥미로운 자료이다. 두 편의 완전한 서사시 외에도 링컨은 평생 동안 여러 짧은 시들을 썼으며, 아마도 유서 형태의 시 한 편도 썼을 것이다.

## "나의 어린 시절 집을 다시 보다"
1846년 링컨은 어린 시절의 집을 방문했을 때의 감정을 다룬 가장 진지한 시 중 하나를 완성했다. 이 시는 두 개의 칸토로 나뉜다. 첫 번째 부분은 1846년 4월 18일 링컨의 친구이자 동료 정치인인 앤드루 존스턴에게 우편으로 보내졌다. 두 번째 부분은 1846년 9월 6일 우편으로 보내졌다. 1847년 5월 5일 존스턴은 두 칸토를 퀸시 휘그(Quincy Whig)에 "귀향(The Return)"이라는 제목으로 발표했다. 첫 번째 칸토는 "1부 – 회상(Part I – Reflection)"으로, 두 번째는 "2부 – 미치광이(Part II – The Maniac)"로 명명되었다.

## "곰 사냥"
존스턴이 "나의 어린 시절 집을 다시 보다"의 출판 허락을 요청했을 때, 링컨은 세 번째 칸토도 함께 출판할 것을 제안했다. 세 번째 부분은 1847년 2월 25일 그의 편지에 포함되어 있었다. 존스턴은 마지막 칸토가 시의 나머지 부분과 맞지 않는다고 생각하여 출판하지 않았다. 세 번째 부분은 "곰 사냥(The Bear Hunt)"이라는 별도의 작품으로 알려져 있다.
전체 시의 전문은 여기에서 찾을 수 있다.

## "자살의 독백"
링컨에게 귀속되는 더 흥미로운 시 중 하나는 "자살의 독백"이다. 이 시는 1997년 리처드 로렌스 밀러에 의해 일리노이주 스프링필드의 상가모 저널(Sangamo Journal) 1838년 8월 25일자 호에서 발견되었다. 그는 텍스트를 연구하고 이 시가 링컨에 의해 작곡되었다고 결론 내린 후, 2004년 에이브러햄 링컨 협회(Abraham Lincoln Association) 뉴스레터에서 그의 발견을 발표했다. 링컨 학자들은 여전히 이 시의 진위에 대해 의견이 분분하다. 이 시는 상가모 강둑에서 자살하려는 남자가 쓴 유서 형식이다. 링컨의 잘 알려진 우울증은 일부 학자들이 그가 실제로 자살 의도는 없었더라도 그러한 시를 썼을 것이라고 믿는 이유가 된다. 밀러는 이 시가 링컨의 다른 작품들의 운율, 구문, 어휘 및 어조에 부합한다고 말한다.
링컨은 26세와 31세에 두 차례에 걸쳐 친구 조슈아 스피드에게 자살 충동을 표현한 적이 있었다. 스피드는 링컨의 전기 작가 윌리엄 허든에게 링컨이 1838년에 시를 발표했다고 말했다. 허든의 연구 정보에 따르면, 이 시는 링컨의 "치명적인 1월 1일" 정신 붕괴 시기와 일치하는 1841년 여름에 발표된 것으로 결론 내려졌다.

## 짧은 시들
링컨이 15세 또는 17세였을 무렵 자신의 산수 책에 몇 편의 짧은 시를 썼지만 그 시들은 그리 중요하지 않다.
| “ | 에이브러햄 링컨이 내 이름 내 펜으로 같은 이름 썼네 급하게 서둘러 썼고 여기 바보들이 읽으라고 남겼네 | ” |

1846년 작곡 이후 링컨은 계속해서 시를 썼다. 그러한 시들 중에는 1858년 9월 30일자 일리노이주 윈체스터에서 링컨이 묵었던 호텔 주인의 딸인 리니 해가드에게 헌정된 짧은 시도 포함된다.
| “ | 리니에게— 달콤하고 애절한 노래를 들으니, 그녀가 노래하는 이라 상상했네— 그 노래가 일깨운 순수한 감정처럼 미래가 가져다줄 최악이 되기를. | ” |